# Kalkulačka

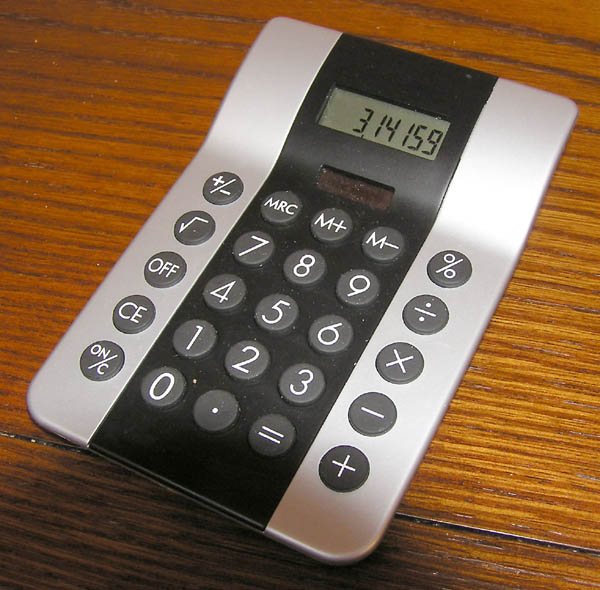
Jednoduchá kalkulačka (bez priority operátorů) se základními aritmetickými operacemi a několika dalšími funkcemi (druhá odmocnina, procenta, paměť)

Kalkulačka (dříve též počítačka) je přenosné elektronické zařízení pro provádění výpočtů od jednoduchých aritmetických až po velmi složité matematické operace. Název kalkulačka pochází ze starověkého Řecka a Říma, kde se pro výpočty používala dřevěná nebo hliněná destička (abakus), do které se vkládaly kamínky („calculli“). První mechanické kalkulačky byly sestrojeny v 17. století, ale významně se rozšířily až ve století dvacátém (mj. ve formě pokladen v obchodech). V 60. letech 20. století byly sestrojeny první plně elektronické kalkulačky, jejichž dostupnost a funkčnost se zvýšila po vynálezu mikroprocesorů v 70. letech. Programovatelné kalkulačky jsou schopné řešit celou řadu i složitých úkolů dříve řešených na počítačích. Po nástupu chytrých telefonů díky dostupnosti snadno ovladatelných kalkulaček ve formě aplikací pro tyto telefony zájem o samostatné kalkulačky klesá.

## Charakteristika
Moderní kalkulačky často interně obsahují malý počítač. Ale protože je zařízení jako celek navrženo pro co nejsnadnější vykonávání určitých matematických operací, nelze obecně kalkulačky navenek považovat za počítače, které splňují požadavky na univerzální Turingův stroj. Požadavek na univerzálnost by mohl být splněn u programovatelných kalkulaček.
V roce 2017 je zřetelná vzrůstající popularita kalkulaček v podobě aplikací pro mobilní zařízení. Jsou buď úplně zdarma nebo za nízkou cenu a napodobují svým vzhledem na displeji klasické kalkulačky. Jejich nevýhodou je, že mobilní telefony obvykle nejsou ve školách při výuce povoleny (kvůli možnosti vzájemné komunikace studentů a předávání výsledků i kvůli rozptylování studentů přidruženými funkcemi – například sociální sítě).

## Typy kalkulaček

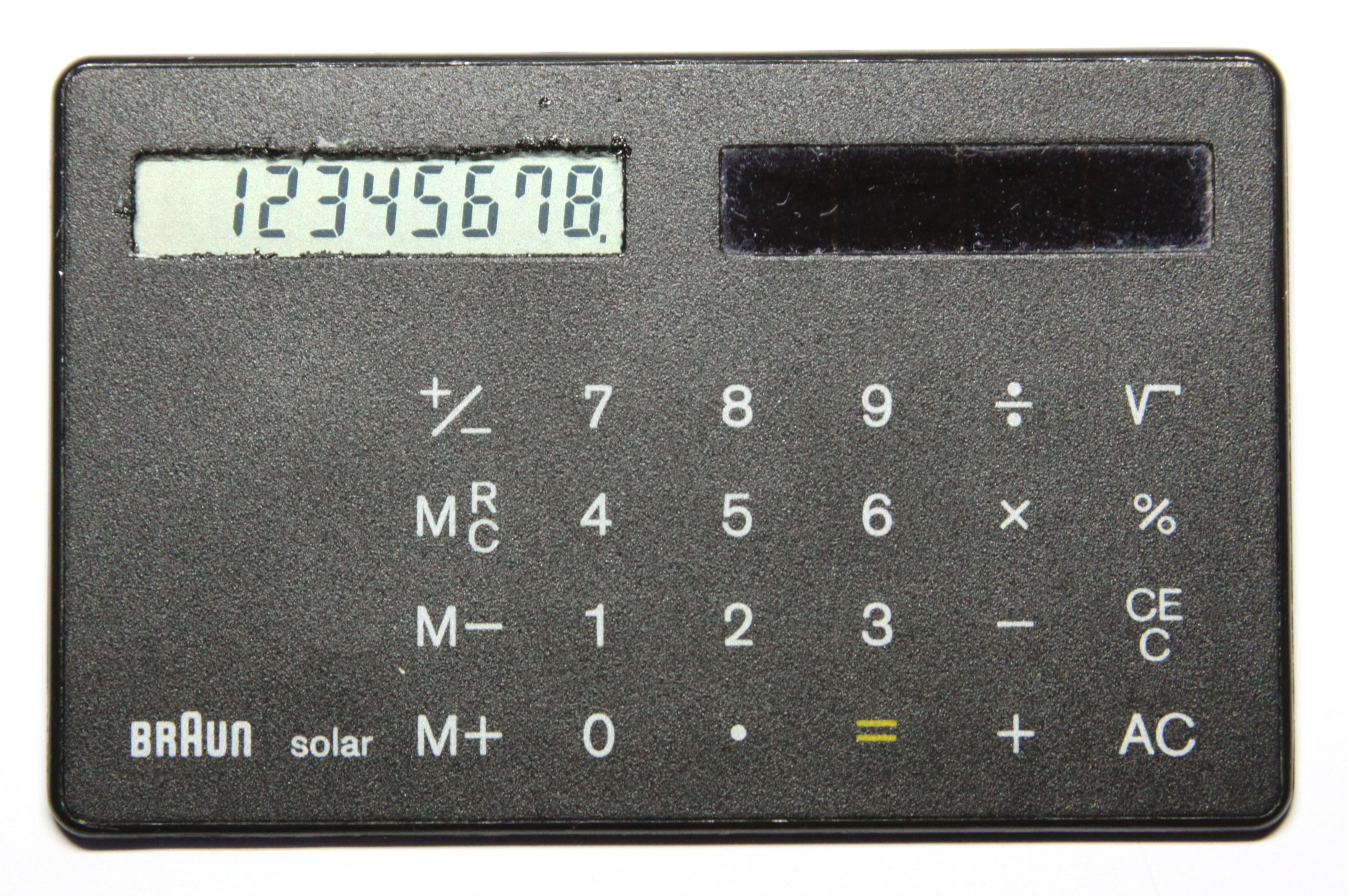
Jednoduchá solární kalkulačka

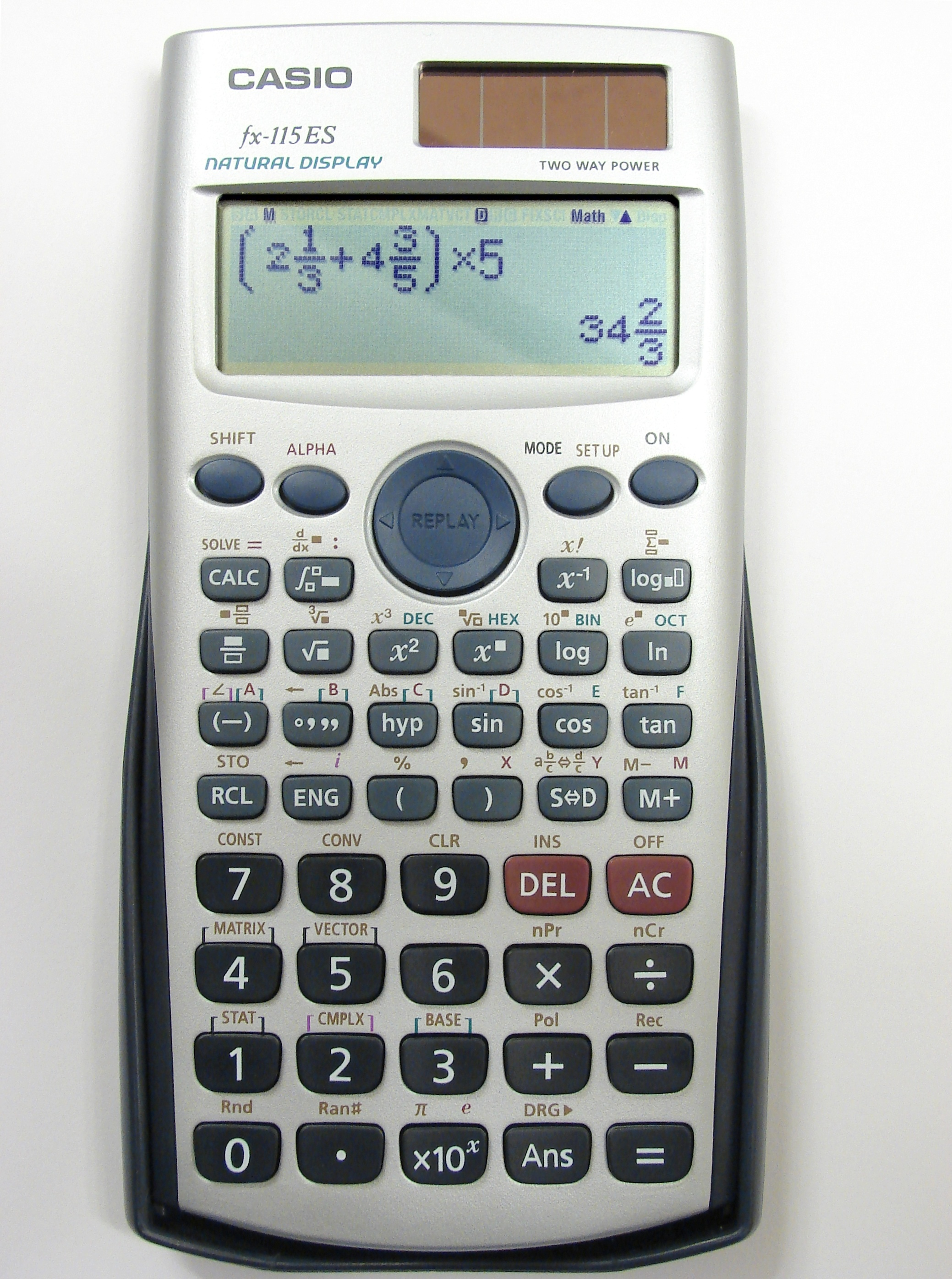
Moderní vědecká kalkulačka (vzorcová, tj. deklarativní) s rastrovým displejem a solárním napájením.

Kalkulačky lze rozdělit podle různých hledisek:

### Podle vstupu dat
Podle způsobu, jak uživatel zadává do kalkulačky data ke zpracování, je lze rozlišit na:
Jednoduché kalkulačkyJednoduché kalkulačky poskytují pouze základní aritmetické operace (plus, minus, krát, děleno) a nepodporují prioritu operátorů (přednost násobení a dělení před sčítáním a odčítáním). Mohou navíc poskytovat tlačítko pro počítání s procenty nebo pro výpočet druhé odmocniny.
Tlačítkové kalkulačky (imperativní)Tlačítkové (imperativní) kalkulačky podporují prioritu početních operací. Výpočet provádí kalkulačka po stisknutí tlačítka příslušné operace, takže při zadání funkce uživatel vloží parametr funkce a teprve pak zvolí příslušnou funkci, například: {\displaystyle \sin 30} je potřeba do kalkulačky vložit jako sled tlačítek [3] [0] [sin]
Vzorcové (deklarativní)Vzorcové (deklarativní) kalkulačky umožňují zapisovat výrazy a funkce přirozeným způsobem, tedy tak jak jsou zapisována na papír. Kromě toho, že podporují prioritu početních operací, umožňují uživateli soustředit se na výpočet a nemuset přemýšlet nad způsobem a postupem zadání výpočtu.
Grafové (grafické)Grafové (grafické) kalkulačky umožňují vykreslování grafů, výpočet soustav rovnic a někdy i řešení obecných výrazů. Takové kalkulačky nebývají povoleny ve školách při skládání zkoušek (česká maturita, obdobně i v Británii).
ProgramovatelnéProgramovatelné kalkulačky umožňují uživateli naprogramovat výpočty, které kalkulačka před tím neuměla nebo skládat větší množství operací do posloupnosti, kterou je možné snadno zopakovat vyvoláním programu.
RPNRPN kalkulačky používají postfixovou notaci a nejsou již používány. Díky speciálnímu zápisu výpočtu nepotřebovaly podporu závorek ani priority operátorů.

### Podle zobrazení dat

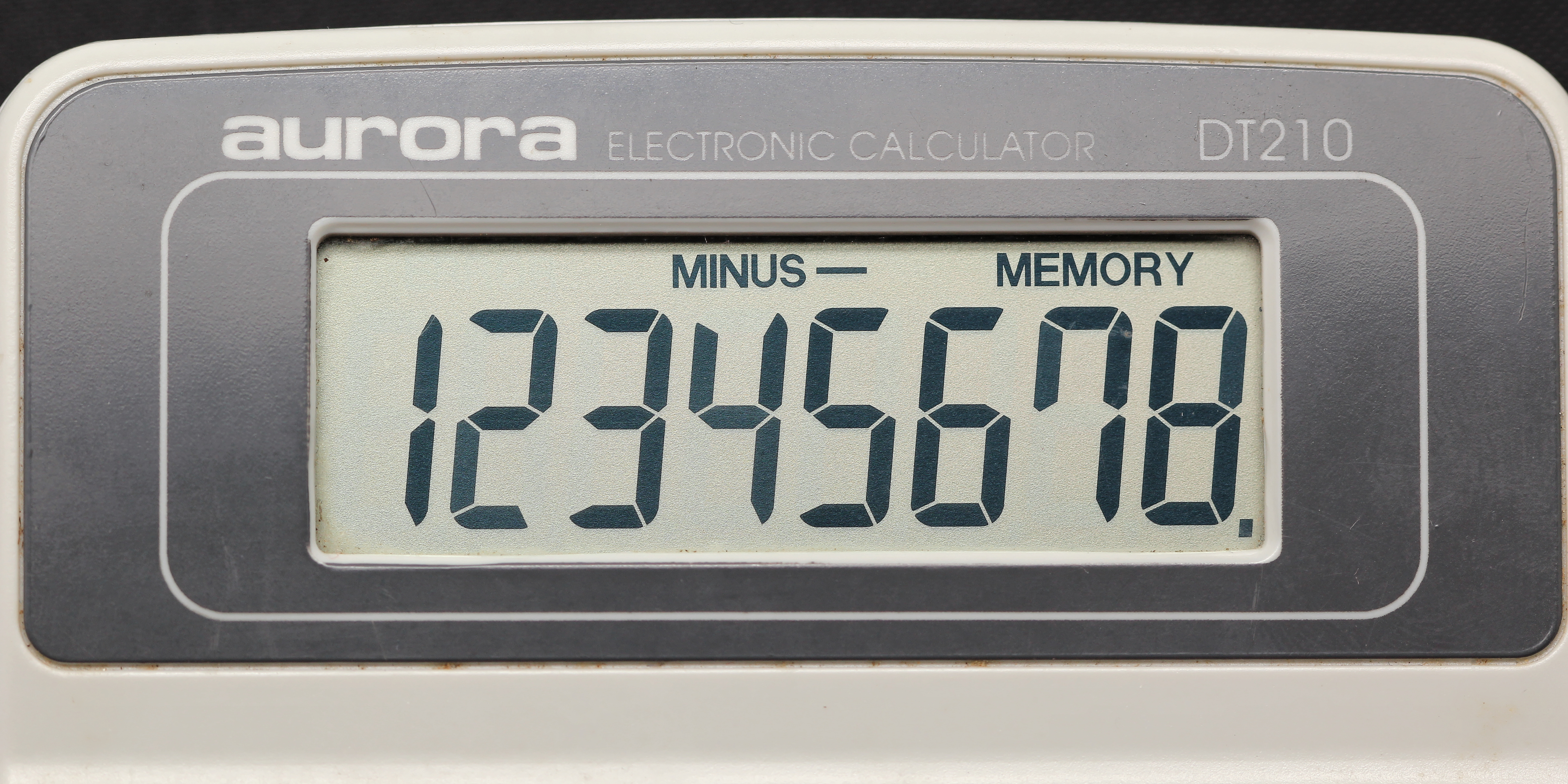
Numerický segmentový displej jednoduché kalkulačky

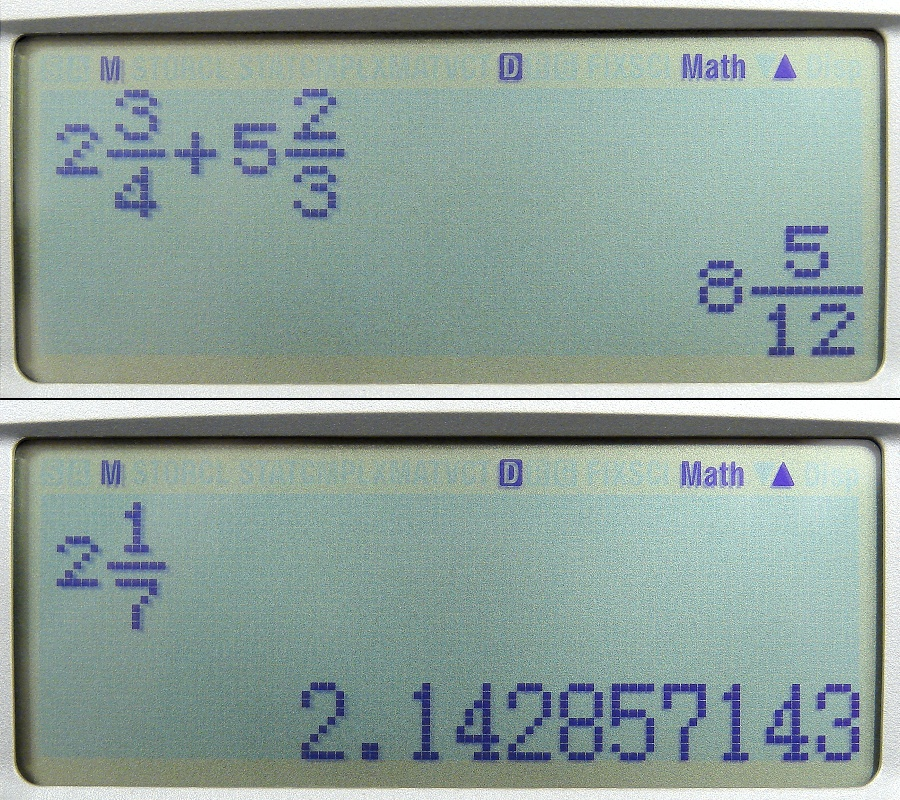
Rastrový displej vědecké kalkulačky se zobrazením zlomků a ekvivalentního desetinného čísla

Kalkulačka zobrazuje zadávané hodnoty a výsledky na displeji. Displej může být:
NumerickýNumerický displej zobrazuje pouze čísla. Je používán lacinými typy kalkulaček. Obvykle je používán displej z tekutých krystalů pro svoji nízkou spotřebu (dříve byly používány i jiné typy displejů).
AlfanumerickýAlfanumerický displej umožňuje zobrazit čísla i (některá) písmena.
RastrovýRastrový displej je složen z bodů a může zobrazit libovolný znak. U běžných kalkulaček se používá černobílý rastrový displej s malým rozlišením, který umožňuje zobrazit čísla, písmena i matematické symboly. Nejdražší kalkulačky používají barevný displej s jemným rastrem, který je však náročný na energii (podobně jako mobilní telefony).

### Školní kalkulačky
V České republice není dovoleno používat kalkulačky pro jednotné přijímací zkoušky na střední školy. Proto často nejsou kalkulačky na základních školách používány. Je preferováno používání matematických a fyzikálních tabulek, i když ani ty nejsou u přijímacích testů povoleny.
Pro státní maturitní zkoušku (tzv. Nová maturita) je kalkulačka povolena za podmínky, že to není grafická (grafová kalkulačka), tj. neumožňuje vykreslování grafů funkcí a zároveň neumožňuje řešení rovnic a obecných matematických výrazů.

## Příklad zpracování matematické operace
Příklad výpočtu 25+7:
1. Zapnutím kalkulátoru se sepne přívod proudu od baterie a začne pracovat generátor taktovacího kmitočtu, který přes děličky řídí práci všech obvodů.
2. Vložíme první operand. Po stisknutí tlačítka (2) se generuje ze vstupního dekodéru číslo 2 v BCD kódu (0010) a řadič toto číslo uloží do registru displeje X. Číslo 2 se automaticky zobrazí na displeji. Stisknutím tlačítka (5) se děj opakuje, ale číslo 2 se posune o jeden řád doleva. V registru X je uloženo číslo 0010,0101 a na displeji se zobrazí číslo 25.
3. Stiskneme na klávesnici (+), tím zvolíme požadovanou matematickou operaci (operátor). Vstupní dekodér vygeneruje instrukci, kterou bude zpracovávat řadič. Řadič ji dekóduje a vyhledá v paměti ROM příslušný mikrokód pro součet.
4. Do adresového registru se vloží adresa paměťové buňky, na které mikrokód pro součet začíná. Do instrukčního registru se přesune první mikrokonstrukce mikrokódu. Řadič zkopíruje číslo z registru X do operačního registru Y.
5. Stisknutím tlačítka (7) vložíme druhý operand. Vynuluje se registr X a řadič do něj přesune číslo 7, které se automaticky zobrazí na displeji.
6. Stisknutím tlačítka (=) se spustí mikrokód. Po každé jeho vykonané mikrokonstrukci se z paměti ROM načte nová, dokud není operace součtu dokončena. Během zpracovávání se obsah registru X a Y přesouvá do aritmeticko-logické jednotky, kde se s ním pracuje. Výsledek 32 se přesune do střadače a vynuluje se registr X. Výsledek se do něj přesune a zobrazí se na displeji.

## Specializované kalkulačky
Vedle klasických kalkulaček, existují také kalkulačky specializované pro výpočet konkrétních dat na základě vstupních parametrů. Příkladem takových kalkulaček může být kalkulačka mzdy, různých druhů pojištění a povinného ručení anebo důchodu. Po roce 2010 začaly být populární webové kalkulačky pro různé konkrétní výpočty (výpočet hrubé a čisté mzdy, výpočet daně, kalkulačky na spoření nebo půjčky od konkrétní instituce atp.).